# 菲乌梅弗雷多-布鲁齐奥
菲乌梅弗雷多-布鲁齐奥（義大利語：Fiumefreddo Bruzio）是意大利科森扎省的一个市镇。总面积30平方公里，人口3171人，人口密度105.7人/平方公里（2009年）。ISTAT代码为078055。